# NGC 3697C
NGC 3697C (другие обозначения — MCG 4-27-44, ZWG 126.63, HCG 53B, PGC 35360) — галактика в созвездии Лев.
Этот объект не входит в число перечисленных в оригинальной редакции «Нового общего каталога» и был добавлен позднее.